# Metzgeria
Metzgeria é um género de hepáticas talosas da família Metzgeriaceae. As espécies podem ser monoicas ou dioicas.

## Descrição
O nome genérico é uma homenagem a Johann Metzger (1771–1844), um gravador e restaurador de obras de arte de Staufen, Brisgóvia (Baden-Württemberg), amigo de Giuseppe Raddi e aluno do grande gravador florentino Raffaello Sanzio Morghen (1753–1833).

## Taxonomia
Foram descritas 120 a 200 espécies de Metzgeria, entre as quais:
- M. angusta
- M. atrichoneura
- M. conjugata
- M. crassipilis
- M. furcata
- M. leptoneura
- M. myriopoda
- M. pubescens
- M. submarginata
- M. temperata
- M. uncigera